# Токсичність баклофену
Токсичність баклофену (також відома як отруєння баклофеном) — це небезпечний для життя стан, що виникає внаслідок надмірного вживання баклофену. Симптоми можуть включати брадикардію, низький артеріальний тиск, підвищене слиновиділення, знижену температуру тіла та сплутаність свідомості. У деяких випадках, навпаки може спостерігатися тахікардія та підвищений артеріальний тиск. Можливі ускладнення — кома або судоми.
У дорослих доза понад 200 мг зазвичай викликає симптоми впродовж перших двох годин після приймання. Передозування може статися як у разі перорального приймання, так і в разі введення препарату через інтратекальний насос. До факторів ризику належить порушена функція нирок, особливо якщо швидкість клубочкової фільтрації (ШКФ) нижча ніж 30 мл/хв. Якщо протягом 4 годин після приймання не виникло жодних симптомів, ймовірність отруєння дуже низька. Зазвичай неможливо визначити рівень баклофену в крові.
Лікування передбачає підтримувальну терапію, зокрема інтубацію. Після інтубації можна застосовувати активоване вугілля. Пацієнтам із проблемами нирок може знадобитися діаліз. Судоми лікують за допомогою бензодіазепінів, а в разі низького артеріального тиску вводять внутрішньовенно рідини та норадреналін. Симптоми зазвичай минають протягом 1–2 діб. Як правило, після одужання потрібно відновити приймання баклофену, інакше може виникнути синдром відміни.
У 2020 році центри з контролю отруєнь у США зафіксували майже 5 тисяч випадків передозування баклофеном, з яких 4 — летальні. У близько 20 % пацієнтів, які отримують препарат за допомогою інтратекального насоса, з часом виникають ускладнення. Серед осіб, які навмисно прийняли надмірну дозу, середній вік становить близько 35 років, і трохи більше половини з них — жінки.